# Ghetto di Roma
Il ghetto ebraico di Roma è tra i più antichi ghetti del mondo; è sorto 40 anni dopo quello di Venezia che è il primo in assoluto. Il termine deriva dal nome della contrada veneziana, gheto, nella quale esisteva una fonderia (appunto gheto in veneziano) e dove gli ebrei di quella città furono costretti a risiedere; un'altra possibile etimologia fa risalire l'origine di questa parola all'ebraico, con il significato di separazione.

## Storia

### Le origini nell'era della Chiesa

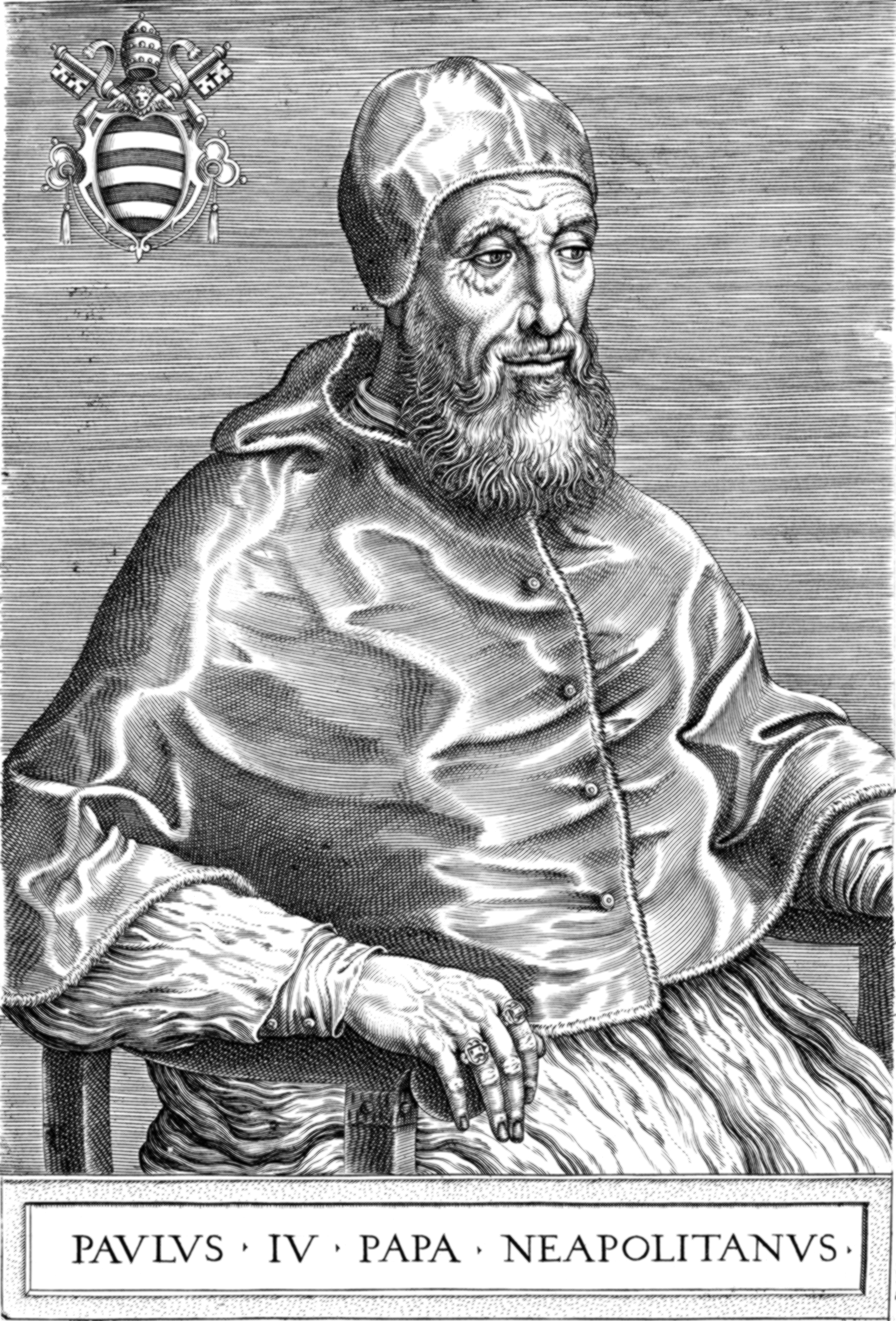
Paolo IV: nel 1555 ordinò l'istituzione del ghetto

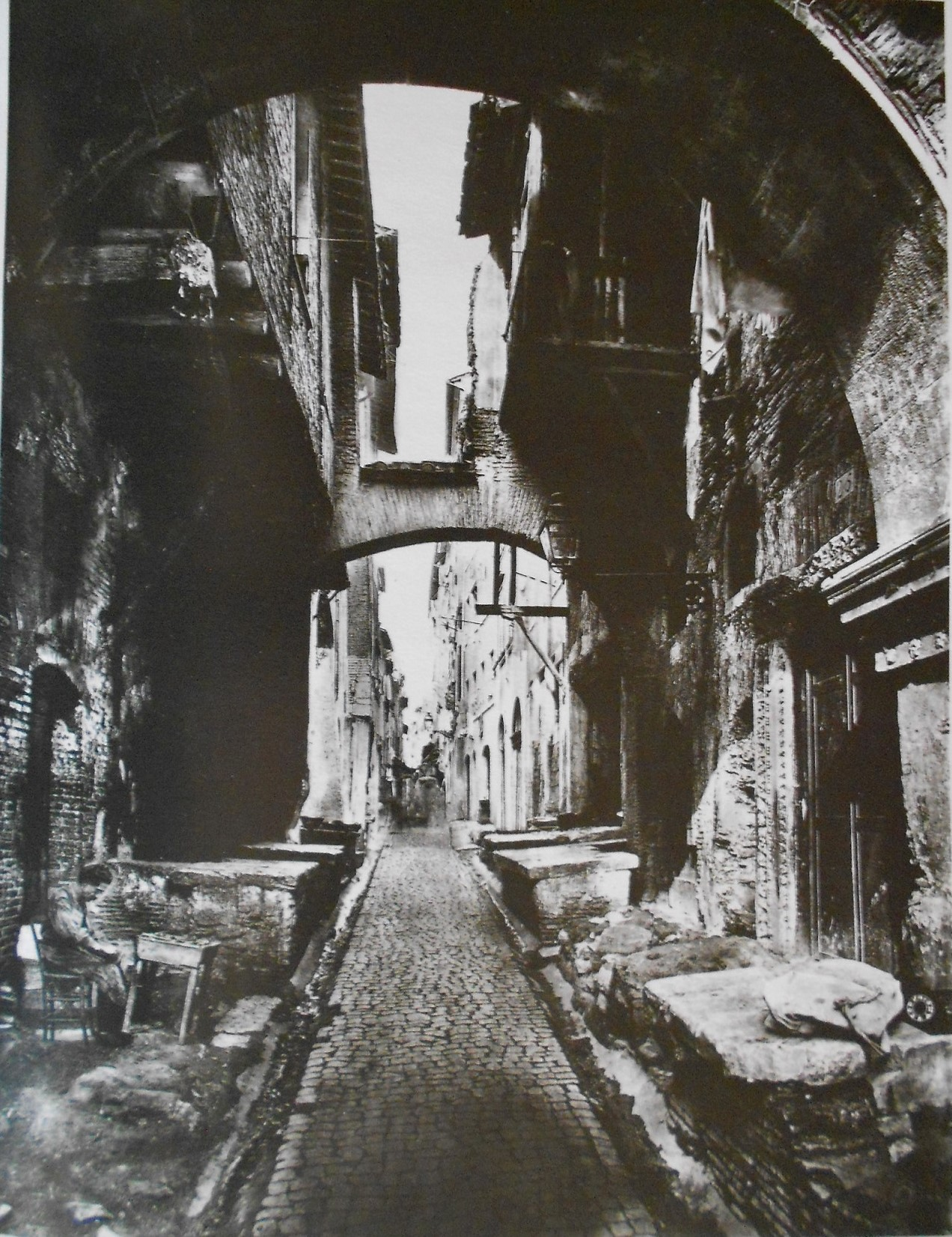
La pescheria in via del Portico d'Ottavia(ca.1860).

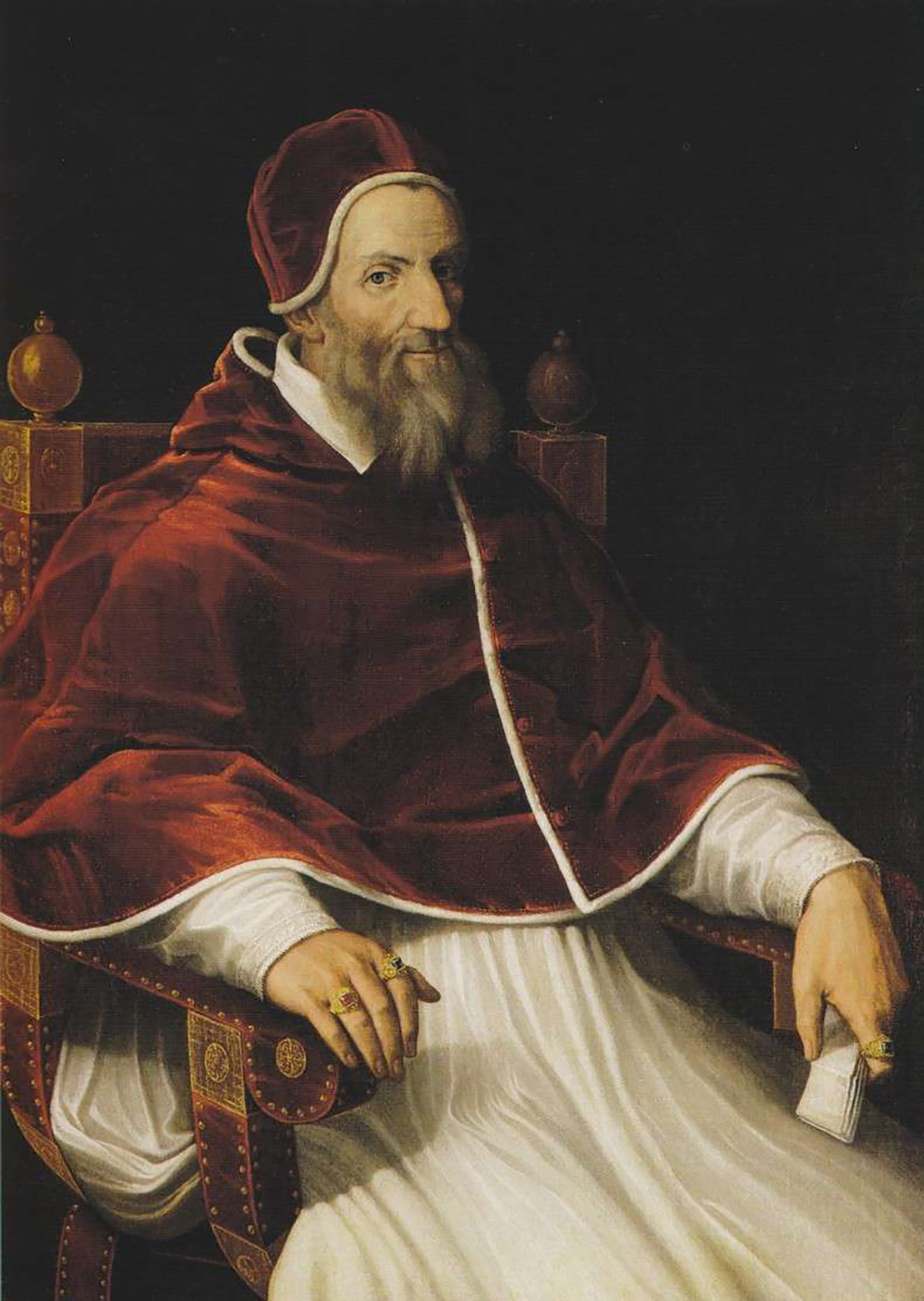
Gregorio XIII: nel 1572 impose agli ebrei una predica settimanale

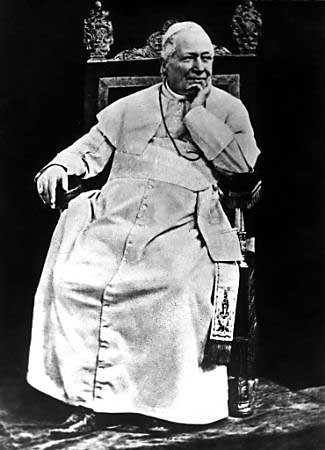
Pio IX: nel 1848 ordinò di abbattere il muro che circondava il ghetto

Il 12 luglio del 1555 il papa Paolo IV, al secolo Giovanni Pietro Carafa, con la bolla Cum nimis absurdum, revocò tutti i diritti concessi agli ebrei romani ed ordinò l'istituzione del ghetto, chiamato "serraglio degli ebrei", facendolo sorgere nel rione Sant'Angelo accanto al teatro di Marcello.
Fu scelta questa zona perché la comunità ebraica, che nell'antichità classica viveva nella zona dell'Aventino e soprattutto in Trastevere, vi dimorava ormai prevalentemente e ne costituiva la maggioranza della popolazione.
Oltre all'obbligo di risiedere all'interno del ghetto, gli ebrei, come prescritto dal paragrafo tre della bolla, dovevano portare un distintivo che li rendesse sempre riconoscibili: un berretto gli uomini, un altro segno di facile riconoscimento le donne, entrambi di colore glauco (glauci coloris). Nel paragrafo nove, inoltre, veniva loro proibito di esercitare qualunque commercio ad eccezione di quello degli stracci e dei vestiti usati. Da tale eccezione ebbe successivamente origine, in Roma, una tradizionale presenza degli ebrei nel campo del commercio dell'abbigliamento e di alcuni dei suoi accessori. Nella stessa bolla era loro proibito di possedere beni immobili. Questo contribuì, a partire dagli ebrei dell'epoca, a rivolgersi verso i beni mobili per eccellenza, ovvero l'oro e il denaro, e da ciò ebbe origine quella liquidità che fu utilizzata dagli stessi papi per ottenere prestiti.
Inizialmente erano previste nel ghetto due porte che venivano chiuse al tramonto e riaperte all'alba. Il numero degli accessi, aumentando l'estensione e la popolazione, fu successivamente ampliato a tre, a cinque e poi ad otto. La proibizione al possesso dei beni immobili da parte degli occupanti diminuì la cura per la loro conservazione. Per questo motivo le case del ghetto erano particolarmente degradate (il che tra l'altro, negli anni seguenti la Proclamazione del Regno d'Italia, avrebbe giustificato il neo-insediato governo italiano a ordinarne la demolizione, in occasione della costruzione dei Muraglioni del Tevere).
Il ghetto, nella sua antica configurazione, costituiva un unicum rispetto al resto della città. Le case erano alte a causa della forte densità abitativa. Porte di comunicazione tra abitazioni limitrofe e ponti di collegamento tra un isolato e l'altro facilitavano la fuga in occasione delle prevaricazioni dei gentili, come ad esempio quelle che avvenivano per la caccia agli ebrei in occasione dell'allestimento del carnevale romano). 
Poiché il ghetto era a ridosso del Tevere, inoltre, le facciate degli edifici a causa del fango del fiume avevano assunto una colorazione a strati, corrispondente alla cronologia delle piene.
Nel 1572 papa Gregorio XIII, al secolo Ugo Boncompagni, impose agli ebrei romani l'obbligo di assistere settimanalmente, nel giorno di sabato, a prediche che avevano il fine di convertirli alla religione cattolica. Queste "prediche coatte" si tennero, nel corso dei secoli, con risultati invero assai modesti, in sedi diverse, tra le quali: Sant'Angelo in Pescheria, San Gregorio al Ponte Quattro Capi (ora San Gregorio della Divina Pietà) e nel Tempietto del Carmelo. L'obbligo fu revocato solamente nel 1848 da Pio IX. Secondo quanto afferma un'antica tradizione, gli ebrei si preparavano all'ascolto tappandosi le orecchie con la cera (la scena è rievocata nel film Nell'anno del Signore di Luigi Magni).
Il 6 ottobre 1586, con il motu proprio Christiana pietas, papa Sisto V revocò alcune restrizioni e consentì un piccolo ampliamento del quartiere che raggiunse un'estensione di tre ettari. Le vicende della Rivoluzione francese e delle conquiste napoleoniche, sia pure con anni di ritardo e per un periodo limitato, modificarono le condizioni di vita degli ebrei romani. Il 10 febbraio 1798 le truppe francesi, comandate dal generale Berthier, entrarono in città. Il 15 febbraio venne proclamata la Prima Repubblica Romana e il 17 dello stesso mese, all'interno del ghetto, in piazza delle Cinque Scole, fu eretto un "albero della libertà"; il successivo 20 papa Pio VI fu costretto a lasciare Roma ed il giorno dopo, a Monte Cavallo, il comandante francese proclamò la parità di diritti degli ebrei e la loro piena cittadinanza.
Tale condizione ebbe breve durata: nel 1814, con il definitivo ritorno del nuovo pontefice Pio VII, gli ebrei furono nuovamente rinchiusi nel ghetto. Nel 1825, durante il pontificato di papa Leone XII, il ghetto, la cui popolazione era considerevolmente aumentata, venne ulteriormente ingrandito. Il 17 aprile 1848, papa Pio IX ordinò di abbattere il muro che circondava il ghetto. Con la proclamazione della Repubblica Romana, nel 1849, la segregazione fu abolita e gli ebrei emancipati. Caduta la Repubblica, lo stesso pontefice obbligò gli ebrei a rientrare nel quartiere, sia pure ormai privo di porte e cinta muraria.

### Il Regno d'Italia
Il 20 settembre 1870 toccò ad un ufficiale ebreo piemontese il compito di comandare la batteria dei cannoni che aprì una breccia nelle mura di Roma a Porta Pia, Giacomo Segre. Con l'annessione della città al Regno d'Italia terminò il potere temporale dei papi, il ghetto fu definitivamente abolito e gli ebrei equiparati ai cittadini italiani.

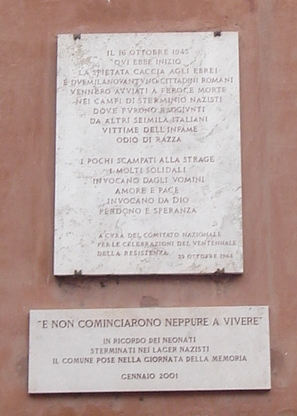
Lapide commemorativa della deportazione del 16 ottobre 1943

Nel 1888, con l'attuazione del nuovo piano regolatore della capitale, buona parte delle antiche stradine e dei vecchi edifici del ghetto, malsani e privi di servizi igienici, furono demoliti creando così tre nuove strade: via del Portico d'Ottavia (che prendeva il posto della vecchia via della Pescheria), via Catalana e via del Tempio. Sono scomparsi in questo modo interi piccoli isolati e strade che costituivano il vecchio tessuto urbano del rione, sostituiti da ampi spazi e quattro nuovi isolati più ordinati ma anche meno caratteristici. In particolare, scomparve anche la caratteristica piazza Giudea con i suoi edifici degradati, che era uno degli spazi principali di accesso al Ghetto: al suo posto oggi si aprono ampie vie. Per avere un'idea di come doveva apparire il vecchio ghetto basta osservare la fila di edifici che si trovano sul lato nord di via del Portico d'Ottavia, accanto a ciò che rimane dell'antico complesso augusteo.
Nel 1889 venne indetto un concorso per la costruzione della nuova sinagoga e selezionati due progetti. Nel 1897 la Comunità ebraica acquistò dal Comune di Roma l'area tra Lungotevere Cenci e via del Portico d'Ottavia, resa libera dalle precedenti demolizioni, per la costruzione del tempio. Nel 1899 venne scelto il progetto dell'architetto Osvaldo Armanni e dell'ingegnere Vincenzo Costa, ispirato a motivi assiro-babilonesi e dell'Art Nouveau. I lavori, iniziati nel 1901, terminarono nel 1904 ed il 29 luglio dello stesso anno il Tempio Maggiore di Roma fu inaugurato. Nel seminterrato dell'edificio ha trovato recentemente sistemazione il Museo ebraico.

### Durante il nazifascismo

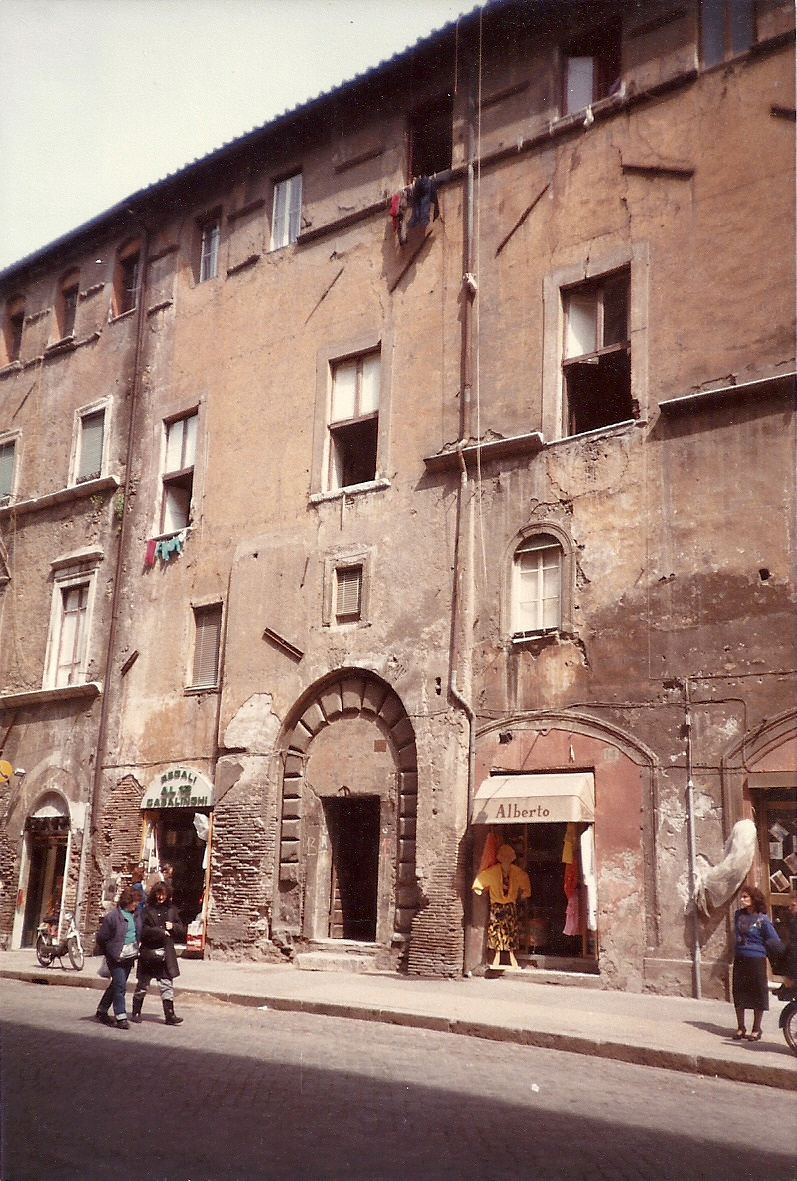
Via del Portico d'Ottavia 13, "il portonaccio"

Sabato 16 ottobre 1943, i nazisti effettuarono una retata che, pur interessando molte altre zone di Roma, ebbe il suo epicentro nell'ex ghetto, dove furono catturati oltre mille ebrei (anche in conseguenza del censimento degli ebrei svolto anni prima dal Governo Mussolini). Dopo aver circondato il quartiere alle prime luci del giorno, reparti delle SS sequestrarono numerose persone, soprattutto in via del Portico d'Ottavia. Da uno dei due palazzi rinascimentali della via, posto al numero civico 13, chiamato dai locali "il portonaccio", furono infatti prelevate a forza molte delle persone poi deportate. I prigionieri furono rinchiusi nel Collegio Militare di Palazzo Salviati in via della Lungara. Trasferiti alla stazione ferroviaria Tiburtina, furono caricati su un convoglio composto da diciotto carri bestiame. Il convoglio, partito il 18 ottobre, giunse al campo di concentramento di Auschwitz il 22 successivo. Delle 1023 persone deportate, soltanto sedici riusciranno a sopravvivere, tra queste una sola donna e nessun bambino.

### La Repubblica
Il 9 ottobre 1982 vi fu un attentato nei pressi del Tempio Maggiore, un commando di terroristi palestinesi assalì i fedeli che uscivano dalla Sinagoga. Raffiche di mitra ed il lancio di una granata causarono la morte del piccolo Stefano Taché di due anni ed il ferimento di 35 persone.
Il 13 aprile 1986, San Giovanni Paolo II papa si recò in visita al Tempio Maggiore, accolto dal presidente della Comunità ebraica di Roma Giacomo Saban e dal rabbino capo Elio Toaff. Nel suo discorso definì gli ebrei «... i nostri fratelli prediletti e, in un certo modo, si potrebbe dire i nostri fratelli maggiori»; il pontefice si ricordò di questa visita nella scrittura del suo testamento.
Il 17 gennaio 2010 papa Benedetto XVI ha visitato il Tempio Maggiore rinsaldando il dialogo ebraico-cattolico e rendendo omaggio alle vittime dello sterminio nazista. Nel 2016, nel medesimo giorno, la visita al Tempio è stata replicata da papa Francesco.

## Oggi

### Estensione

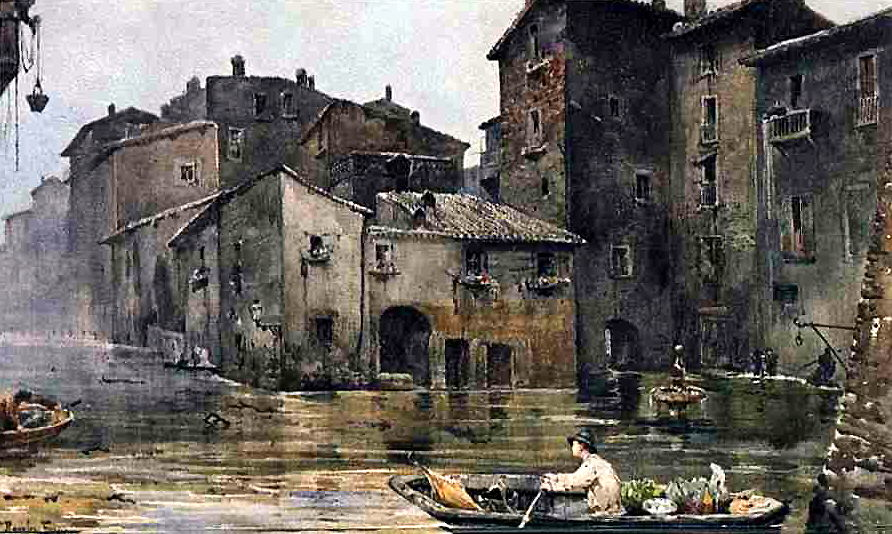
Roesler Franz: via della Fiumara in ghetto allagata dal Tevere prima della costruzione dei muraglioni

La zona che i romani oggi indicano come  "ghetto" è all'incirca delimitata da Via Arenula, Via dei Falegnami, Via de' Funari, Via della Tribuna di Campitelli, Via del Portico d'Ottavia e Lungotevere de' Cenci.
Il ghetto storico era, invece, molto più ristretto e situato, pressappoco, tra le attuali via del Portico d'Ottavia, piazza delle Cinque Scole ed il Tevere.
La sorte di quella zona venne decisa nel 1875, quando il Parlamento deliberò e finanziò la costruzione dei famosi "muraglioni" di arginatura, per difendere Roma dalle piene del suo fiume. Infatti, il solo sventramento necessario alla creazione dello spazio per il tracciato del lungotevere, avrebbe comportato la demolizione di circa metà del vecchio ghetto.
Con l'occasione, si decise di portare a termine una più radicale opera di risanamento, che si concretizzò nel radere al suolo praticamente ogni edificio del vecchio ghetto e nella creazione degli attuali quattro isolati.
Dopo il 20 settembre 1870, gli ebrei romani hanno stabilito la loro residenza anche in altre zone della città, pur mantenendo un attaccamento particolare per la vecchia area del ghetto, all'interno del quale, o nelle sue immediate vicinanze, sono tuttora situati i principali punti di riferimento della comunità ebraica romana.

### Il mercato del pesce e la cucina del ghetto

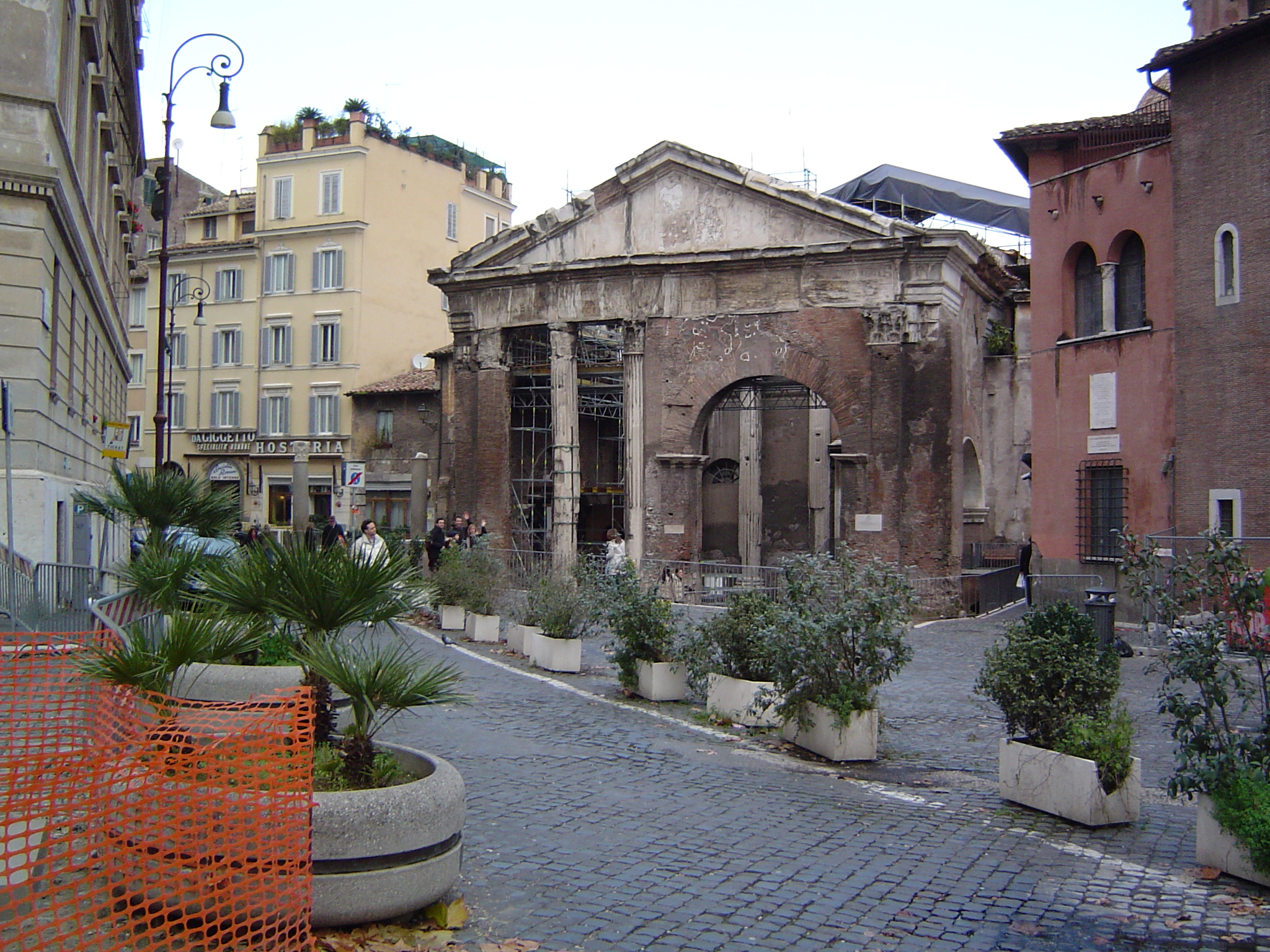
Il Portico di Ottavia

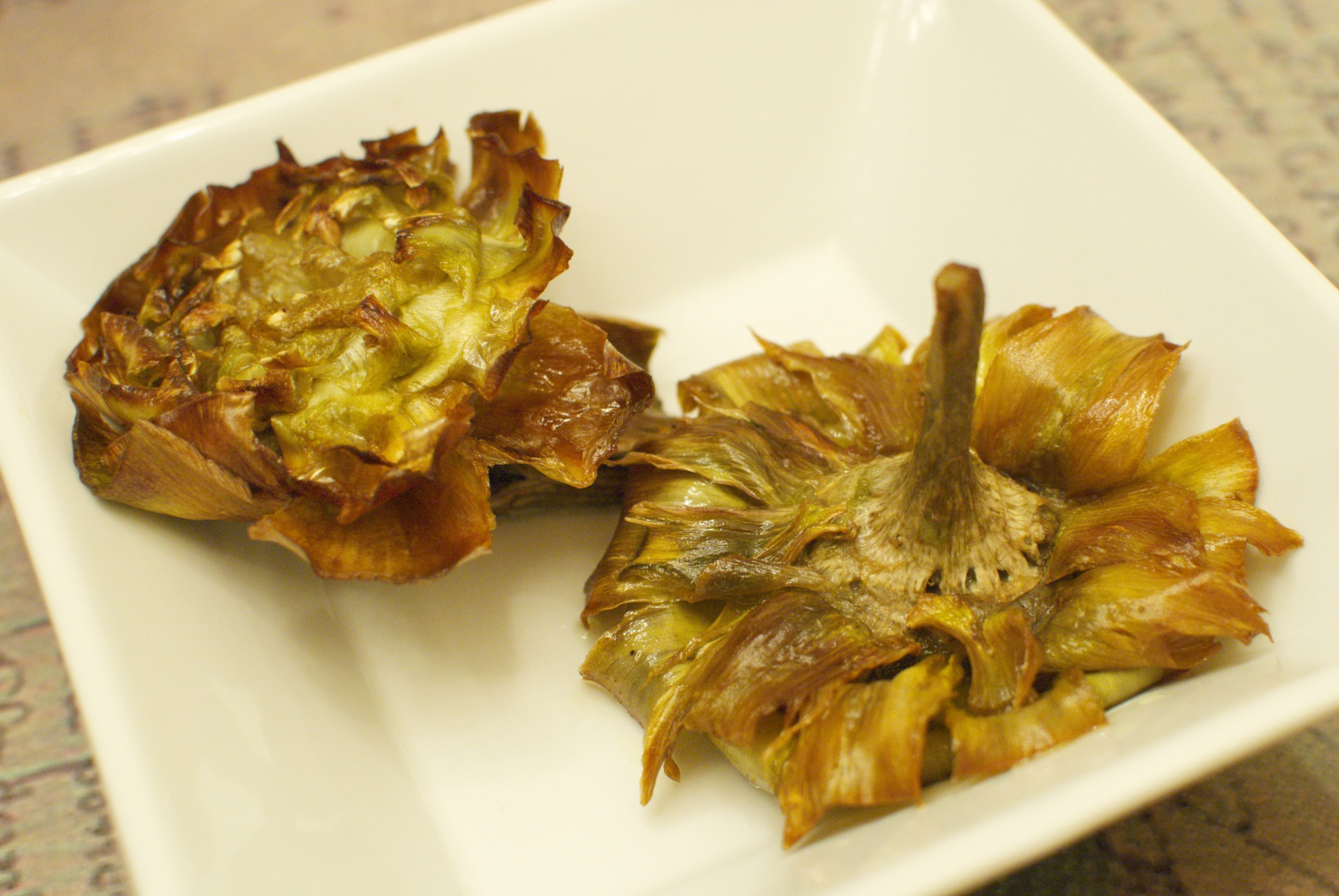
Carciofi alla giudia

Il brodo di pesce, specialità culinaria oggi di nuovo in voga e considerata anzi una prelibatezza, nasce dalla prossimità del ghetto romano, accanto al Portico di Ottavia, attorno al Teatro di Marcello che, durante il Medioevo, divenne il mercato del pesce di Roma: la vicinanza del Tevere e del porto fluviale di Ripa Grande garantivano un comodo approdo alle barche provenienti da Ostia, pronte a riversare sul mercato il pesce migliore.
Tutti gli scarti venivano accatastati nei pressi della chiesa di Sant'Angelo in Pescheria, chiesa che diede anche il nome allo stesso rione, il Rione Sant'Angelo.
Tutte le donne ebree (la maggior parte della popolazione era assai povera) andavano a raccogliere gli scarti del mercato: teste, lische e pesci, o parti di pesce, meno nobili. L'unico modo di utilizzare gli scarti era cucinarli con l'acqua. Nacque così uno dei piatti della Roma popolare ed in particolare del ghetto: il brodo di pesce, allora una ricetta semplice e povera ed ora uno dei piatti più richiesti nei ristoranti della zona.
Sempre a riguardo del mercato del pesce, sulla parte destra del porticato di Sant'Angelo è murata una lapide, di 1,13 metri, con un'iscrizione latina che ricorda l'obbligo di consegnare ai Conservatori dell'Urbe, magistratura elettiva cittadina, la testa ed il corpo, fino alla prima pinna (usque ad primas pinnas inclusive), di ogni pesce più lungo della lapide stessa. La parte richiesta è spesso la parte più gustosa del pesce.
A Sant'Angelo in Pescheria è legato, inoltre, un ricordo storico relativo ad un personaggio importante del medioevo romano: Cola di Rienzo che, dalla mezzanotte della vigilia di Pentecoste del 1347 sino alle dieci del mattino seguente, assistette in questa chiesa a trenta messe dello Spirito Santo per poi salire in Campidoglio, scortato da un centinaio di uomini e preceduto da tre gonfaloni, ove proclamò, di fronte al popolo romano, i suoi ordinamenti dello buono stato.
Altro piatto tipico della cucina giudaico-romanesca, presente nei menù dei ristoranti della zona, sono i carciofi alla giudia: carciofi del tipo romanesco fritti in olio abbondante. Tra i dolci troviamo la pizza ebraica, la crostata di ricotta e visciole e i mostaccioli.

## Il ghetto nella cinematografia
- Nel film I tartassati del 1959, di Steno, si può vedere via del Portico d'Ottavia, dove si trova l'abitazione del maresciallo Topponi (Aldo Fabrizi), proprio di fronte alla sinagoga, come si presentava nel 1959. La stessa via è presente nella scena finale del film, ripresa nella direzione di Ponte Fabricio.
- Nel film L'oro di Roma del 1961, di Carlo Lizzani, sono descritti gli eventi del settembre - ottobre 1943: l'estorsione di cinquanta chili di oro alla comunità israelitica romana e il successivo rastrellamento del ghetto con la deportazione degli ebrei ad opera dei nazisti.
- Nel film Indagine su un cittadino al di sopra di ogni sospetto del 1970, di Elio Petri, alcune scene sono state girate in via del Tempio 1, ove si trova la casa della vittima Augusta Terzi (interpretata da Florinda Bolkan).
- Nel film La finestra di fronte del 2003, di Ferzan Özpetek, il co-protagonista, l'anziano pasticciere ebreo Davide Veroli (Massimo Girotti), è tormentato dai ricordi del rastrellamento del ghetto, in cui perse la vita il suo unico amore.
- Nel film Un cielo stellato sopra il ghetto di Roma del 2020, di Giulio Base, la trama si svolge per la maggior parte nel ghetto.